# Hadji Mohammad Ajul

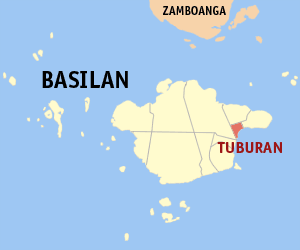
Hadji Mohammad Ajul was created from the Đô thị Tuburan in 2006.

Hadji Mohammad Ajul là một đô thị ở tỉnh is Basilan, Philippines.

## Các đơn vị hành chính
Hadji Mohammad Ajul, về mặt hành chính, được chia thành 11 khu phố (barangay).
- Basakan
- Buton
- Candiis
- Langil
- Langong
- Languyan
- Pintasan
- Seronggon
- Sibago
- Sulutan Matangal
- Tuburan Proper (Pob.)